# Volger Andersson
Karl Volger Andersson (ur. 19 stycznia 1896 w Njurunda, zm. 6 października 1969 tamże) – szwedzki biegacz narciarski, brązowy medalista olimpijski.

## Kariera
Igrzyska olimpijskie w Sankt Moritz w 1928 roku były pierwszymi i zarazem ostatnimi w jego karierze. W biegu na 50 km techniką klasyczną wywalczył tam brązowy medal ulegając jedynie dwóm swoim rodakom: zwycięzcy Perowi-Erikowi Hedlundowi oraz drugiemu na mecie Gustafowi Jonssonowi. Na tych samych igrzyskach startował także w biegu na 18 km, ale nie zdołał go ukończyć.
Nie startował na mistrzostwach świata.

## Osiągnięcia

### Igrzyska olimpijskie
| Miejsce | Dzień     | Rok  | Miejscowość  | Konkurencja             | Wynik     | Strata     | Zwycięzca            |
| ------- | --------- | ---- | ------------ | ----------------------- | --------- | ---------- | -------------------- |
| 3.      | 14 lutego | 1928 | Sankt Moritz | 50 km stylem klasycznym | 4:52:03 h | +13:43 min | Per-Erik Hedlund     |
| DNF     | 17 lutego | 1928 | Sankt Moritz | 18 km stylem klasycznym | 1:37:01 h | -          | Johan Grøttumsbråten |